# Euplectes
Az Euplectes a madarak osztályának verébalakúak (Passeriformes) rendjébe és a szövőmadárfélék (Ploceidae) családjába tartozó nem.

## Rendszerezésük
A nemet William John Swainson brit ornitológus írta le 1829-ben, az alábbi fajok tartoznak ide:
- sárgafejű özvegypinty (Euplectes afer)
- tüzeshomlokú özvegypinty (Euplectes diadematus)
- aranyhátú özvegypinty (Euplectes aureus)
- fekete özvegypinty (Euplectes gierowii)
- feketemellényes szövőmadár (Euplectes nigroventris)
- feketeszárnyú özvegypinty (Euplectes hordeaceus)
- Orix-szövőmadár (Euplectes orix)
- narancsszínű szövőmadár (Euplectes franciscanus)
- sárga özvegypinty (Euplectes capensis)
- legyezőfarkú özvegypinty (Euplectes axillaris)
- sárgahátú özvegypinty (Euplectes macroura)
- mocsári özvegypinty (Euplectes hartlaubi)
- hegyi özvegypinty (Euplectes psammocromius)
- fehérszárnyú özvegypinty (Euplectes albonotatus)
- galléros özvegypinty (Euplectes ardens)
- hosszúfarkú özvegypinty (Euplectes progne)
- kakasfarkú özvegypinty (Euplectes jacksoni)